# Helénmordet
Helénmordet var ett sadistiskt sexualmord på den 10-åriga flickan Helén Anna Louise Nilsson, född 18 juni 1978, död i mars 1989. Hon bodde i Hörby i Skåne. Det kom att få en stor uppmärksamhet i svensk media och var länge olöst. År 2005 dömdes Ulf Olsson för mordet.

## Historia
Helén Nilsson försvann på kvällen den 20 mars 1989, då hon var på väg till lågprisaffären i Hörby för att möta två kamrater. Sex dagar senare påträffades hon död i en skogsdunge utanför Tollarp. Den nakna och svårt sargade kroppen låg i en sopsäck och bredvid denna låg en påse med hennes kläder. Mordet var länge olöst och blev mycket uppmärksammat i både TV, radio och tidningar, då flickan blivit både grovt våldtagen samt grovt misshandlad och det visade sig att hon varit vid liv under flera dagar i fångenskap hos förövaren. Flera misstänkta figurerade i utredningen; en utredning som flera gånger sades närma sig sin lösning, men varje gång rann alla framsteg ut i sanden. Vid obduktionen och den rättsmedicinska undersökningen kunde kriminalteknikerna säkra spår av DNA i sperma både i och på hennes kropp, men den tidens DNA-teknik var otillräcklig och analyser kunde inte genomföras utan att riskera bevismaterialet. Polisen beslutade då att frysa ner proverna i väntan på att analystekniken skulle bli bättre. I juni 2004 kunde en misstänkt knytas till brottet genom just dessa DNA-fynd. Åklagare och polis kunde därmed föra brottet till åtal och rättslig prövning. 
Thomas Quick förekom i utredningen, men hans DNA kunde inte knytas till denna gärning. Mordet är inte heller ett av de mord Quick har erkänt.
Den tekniska bevisningen mot Ulf Olsson kunde sammanställas med övrig bevisning, efter att en kvinna berättade för en polis att hon alltid misstänkt en före detta arbetskamrat. Trots att 15 år hade förflutit sedan flickans död kunde hans förehavanden vid tiden för mordet fastställas. När hans DNA-prov testades, efter test på många andra män, fick man en matchande träff. 
I december 2004 förklarade Lunds tingsrätt, under sin ordförande Jan Alvå, Ulf Olsson skyldig till mordet. I april 2005 dömdes han till livstids fängelse, då den rättspsykiatriska undersökningen visat att Olsson trots en psykisk störning inte kunde anses så djupgående störd att det var jämställt med sjukdom och att fängelseförbud skulle gälla. Domen överklagades och i hovrätten dömdes Olsson till rättspsykiatrisk vård, då hovrätten bedömde att den psykiska störningen var så djupgående att den skulle jämställas med allvarlig psykisk sjukdom och att Olsson därmed bedömdes ha utfört sin gärning under inflytande av denna störning.
Ulf Olsson begick självmord i sitt rum på den rättspsykiatriska kliniken i Sundsvall den 10 januari 2010, efter att han lagt ut ett avskedsbrev på sin blogg där han in i det sista hävdade sin oskuld.

## Dokumentärer
Den 17 april 2011 sände P3 Dokumentär en dokumentär om mordet på Helén Nilsson i Sveriges Radio P3.
I november 2020 sändes dramaserien Jakten på en mördare i SVT1. Serien är i sex delar, regisserad av Mikael Marcimain och baserad på Tobias Barkmans bok med samma titel.